# Oftalmodynamometr
Oftalmodynamometr, troskop - przyrząd do badania ciśnienia w naczyniach siatkówki oka. Badanie polega na wywieraniu ucisku na gałkę oczną, podnoszącego ciśnienie śródgałkowe, przy użyciu stępla dynamometru (tonoskopu) i jednoczesnym wziernikowaniu dna oka. Po podniesieniu się ciśnienia w gałce ocznej powyżej poziomu ciśnienia rozkurczowego w tętnicy środkowej siatkówki pojawia się pulsacja i w tym momencie dokonuje się odczytu wartości ciśnienia z podziałki oftalmodynamometru.

Przeczytaj ostrzeżenie dotyczące informacji medycznych i pokrewnych zamieszczonych w Wikipedii.